# Kelsie Burrows
Kelsie Burrows (22 febbraio 2001) è una calciatrice nordirlandese, difensore del Cliftonville e della nazionale nordirlandese.

## Carriera

### Club
Burrows inizia l'attività agonistica con il Comber Recreation F.C., giocandovi nelle sue squadre a livello giovanile prima di trasferirsi, nel 2016 al Linfield Ladies. Qui vi rimane per quattro stagioni, giocando in Women's Premiership, il massimo livello del campionato nordirlandese femminile di calcio, condividendo con le compagne la conquista di altrettanti titoli di Campione d'Irlanda del Nord.
Nel settembre 2019 decide di concludere il suo percorso scolastico lasciando la terra natia per l'Inghilterra e frequentare la University of Central Lancashire a Preston. In questo periodo firma un accordo che la lega al vicino club Blackburn Rovers, neopromosso in  FA Women's Championship, livello cadetto del campionato inglese, esordendo da titolare il 13 ottobre, alla 6ª giornata di campionato, nella vittoria esterna per 1-0 sul Durham. Il tecnico Gemma Donnelly riesce a schierarla in altri tre incontri prima che Burrows tornasse al Linfield Ladies nel febbraio 2020.
Nell'estate 2021 si trasferisce nuovamente, al Cliftonville, per disputare la stagione entrante di Women's Premiership con le Reds.

### Nazionale
Burrows inizia ad essere convocata dalla Federcalcio nordirlandese dal 2016, vestendo inizialmente la maglia della formazione Under-17 impegnata nelle qualificazioni all'Europeo della Repubblica Ceca 2017, marcando in quell'occasione 3 presenze senza che la sua nazionale riuscisse a superare il primo turno. Rimasta in quota anche per le successive qualificazioni all'Europeo di Lituania 2018, scende nuovamente in campo in tutti i tre incontri della prima fase, con la sua nazionale che viene ancora una volta eliminata alla fase preliminare di qualificazione.
Dopo aver marcato nel frattempo una sola presenza in amichevole con una rappresentativa Under-18 contro le pari età dell'Inghilterra nel 2019, dal 2018 viene chiamata in Under-19, scendendo in campo in tutti i sei incontri delle due fasi di qualificazione all'Europeo di Scozia 2019, ancora una volta senza che l'Irlanda del Nord riuscisse ad accedere alla fase finale, dove segna anche la sua prima rete, il 2 ottobre 2018, nella vittoria per 7-1 sull'Estonia, e negli iniziali 3 incontri della successiva qualificazione all'Europeo di Georgia 2020 dove, pur conquistando la possibilità di disputare la fase élite il torneo viene annullato come misura di prevenzione al diffondersi della Pandemia di COVID-19 in Europa.
Nel 2020 arriva la sua prima convocazione in nazionale maggiore, inserita in rosa dal commissario tecnico Kenny Shiels con la squadra impegnata all'edizione inaugurale della Pinatar Cup, debuttandovi appena diciannovenne nell'incontro perso per 1-0 con l'Islanda. In seguito Shiels continua a concederle fiducia, inserendola nella lista delle 23 calciatrici che affrontano per la prima volta nella storia della nazionale femminile nordirlandese una fase finale di un campionato europeo, quello di Inghilterra 2022. In quell'occasione Burrows scende in campo in due dei tre incontri disputati dalla sua nazionale prima dell'eliminazione, essendo anche protagonista in negativo di un autogol, ininfluente nell'esito dell'incontro, nella pesante sconfitta per 5-0 con l'Inghilterra nell'ultima delle partite del gruppo A.
Nel frattempo Burrows disputa anche le qualificazioni, nel gruppo D della zona UEFA, al Mondiale di Australia e Nuova Zelanda 2023.

## Palmarès

### Club
- Campionato nordirlandese: 5

Linfield Ladies: 2016, 2017, 2018, 2019
Cliftonville: 2022
- Coppa d'Irlanda femminile: 1

Linfield Ladies: 2016